# Bhopal (stato)
Lo Stato di Bhopal fu un principato del subcontinente indiano, avente per capitale Bhopal, indipendente per 226 anni, dal 1723 al 1949.
Venne costituito da Dost Mohammad Khan, un soldato afghano dell'esercito mughal che divenne mercenario dopo la morte dell'imperatore Aurangzeb e riuscì a conquistare diversi territori oltre ai possedimenti feudali che già deteneva. Passò sotto la sovranità del Niẓām di Hyderābād poco dopo la fondazione del suo Stato nel 1723. Nel 1737, i Maratha sconfissero i Mughal nella battaglia di Bhopal, portando quest'ultima sotto il governo maratha. La città rimase sotto l'autorità dei Maratha sino alla terza guerra anglo-maratha del 1818 quando divenne a tutti gli effetti uno Stato principesco dell'Impero anglo-indiano, secondo per grandezza del subcontinente, governato da un monarca di fede musulmana. Il principato sarà annesso all'Unione Indiana nel 1949.

## Storia

### La fondazione del principato

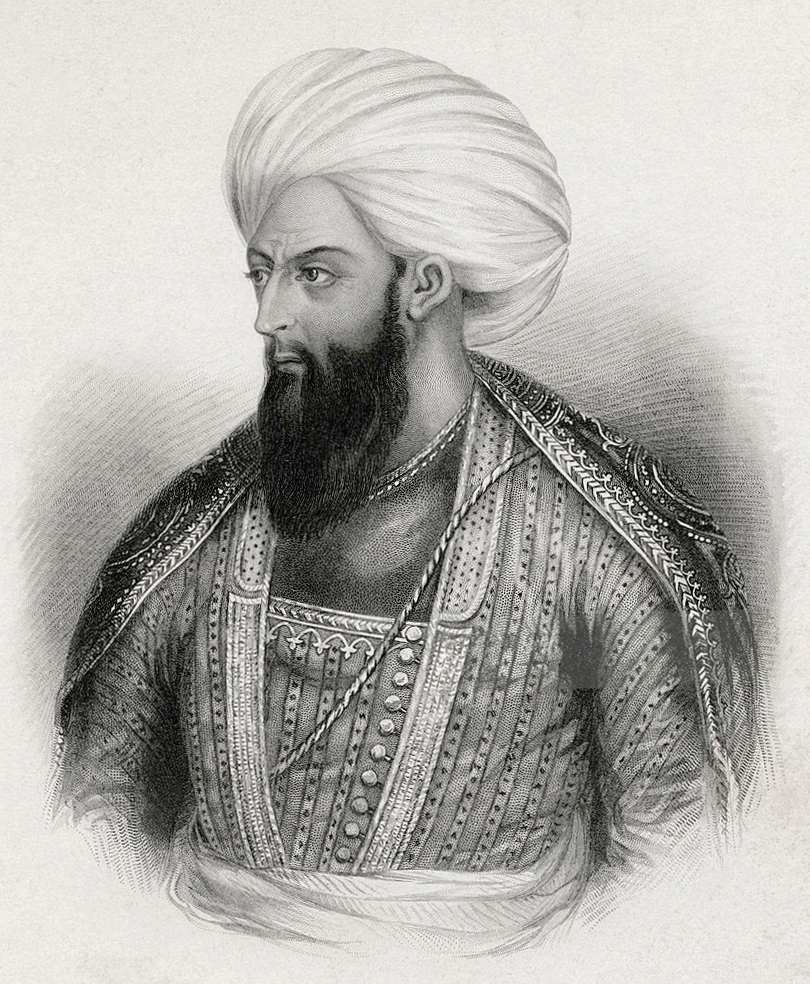
Dost Muhammad Khan Bahadur, fondatore dello Stato di Bhopal

Lo Stato di Bhopal fu, dunque, creato dal milite afghano Dost Mohammad Khan (1672–1728). Dopo la morte dell'imperatore Aurangzeb, Khan iniziò a prestare servizio come mercenario per capi locali nella regione politicamente instabile di Malawa. Nel 1709 conquistò Berasia. Successivamente, egli usurpò il rajput di Mangalgarh ed il regno di Gond di Rani Kamlapati, dopo la morte delle sue governanti di linea femminile. Annetté, inoltre, altri territori di Malawa al proprio Stato.
Durante gli anni venti del Settecento, Khan trasformò il villaggio di Bhopal in una città fortificata ed assunse il titolo di nawab. Khan divenne amico dei fratelli Sayyid, che erano divenuti molto influenti alla corte mughal. Il supporto di Khan ai suddetti fratelli gli procurò l'inimicizia del rivale Nizam-ul-Mulk, che invase Bhopal nel marzo del 1724, forzando l'afghano a cedere gran parte del suo territorio, prendendo un suo figlio come ostaggio.
Dost Mohammad Khan ed i suoi associati afghani furono portatori della cosiddetta "influenza islamica" nella cultura e nell'architettura di Bhopal, le cui rovine ancora oggi si possono ammirare a Islamnagar presso l'attuale città di Bhopal. Dopo la morte di Khan nel 1728, lo Stato di Bhopal rimase sotto l'influenza del Nizam. Lo Stato inoltre pagava un tributo all'Impero Maratha che aveva sconfitto i Mughal nella battaglia di Bhopal nel 1737.
Nawab Faiz Muhammed Khan (1742–1777) trasferì la capitale da Islamnagar a Bhopal. Il principato acquisì lo status di protettorato britannico nel 1818 e venne governato dai discendenti di Dost Mohammad Khan sino al 1949, quando fu unito alla repubblica d'India. Per due anni dopo la partenza degli inglesi dall'India nel 1947, Bhopal sopravvisse, come Stato indipendente, fino al I giugno 1949.

## Il governo delle Begums

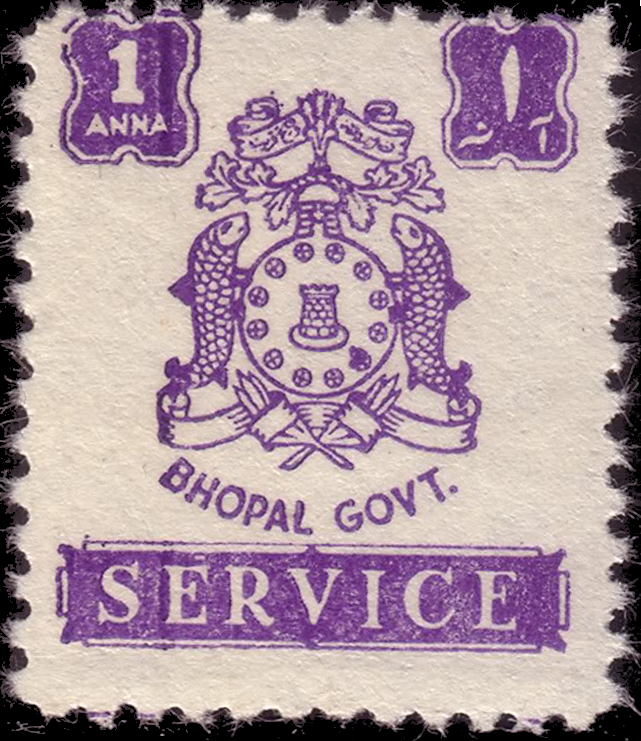
Francobollo con stemma reale
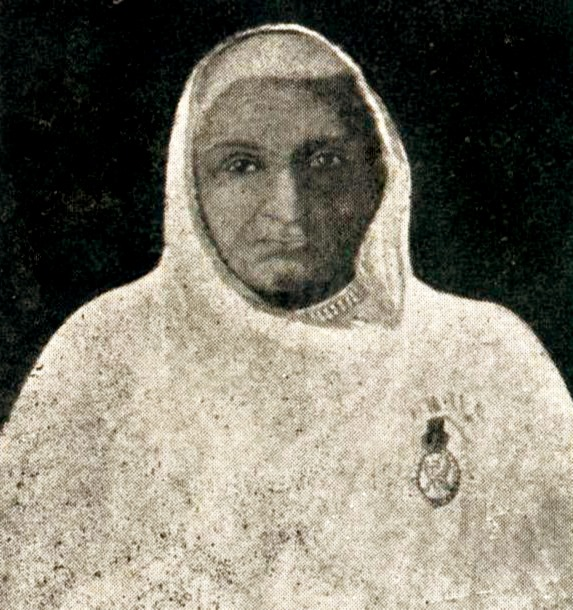
Qudsia Begum (1819-1837)
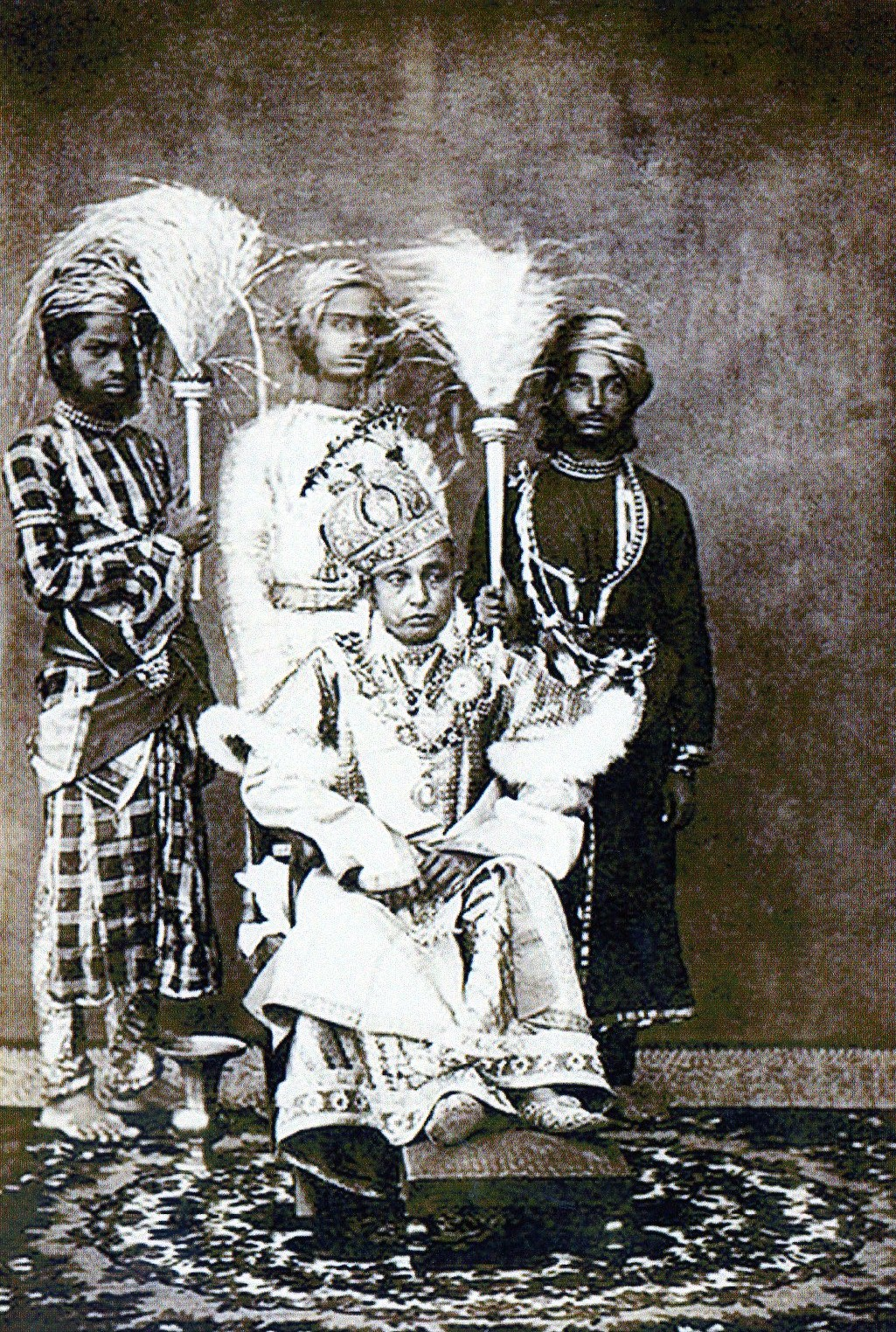
Sikander Begum (1860-1868)
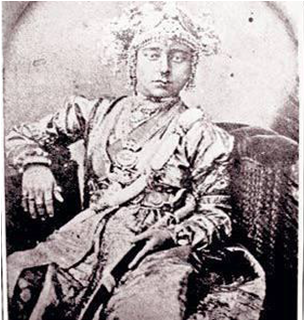
Shah Jehan Begum (1844-1860 e 1868-1901)
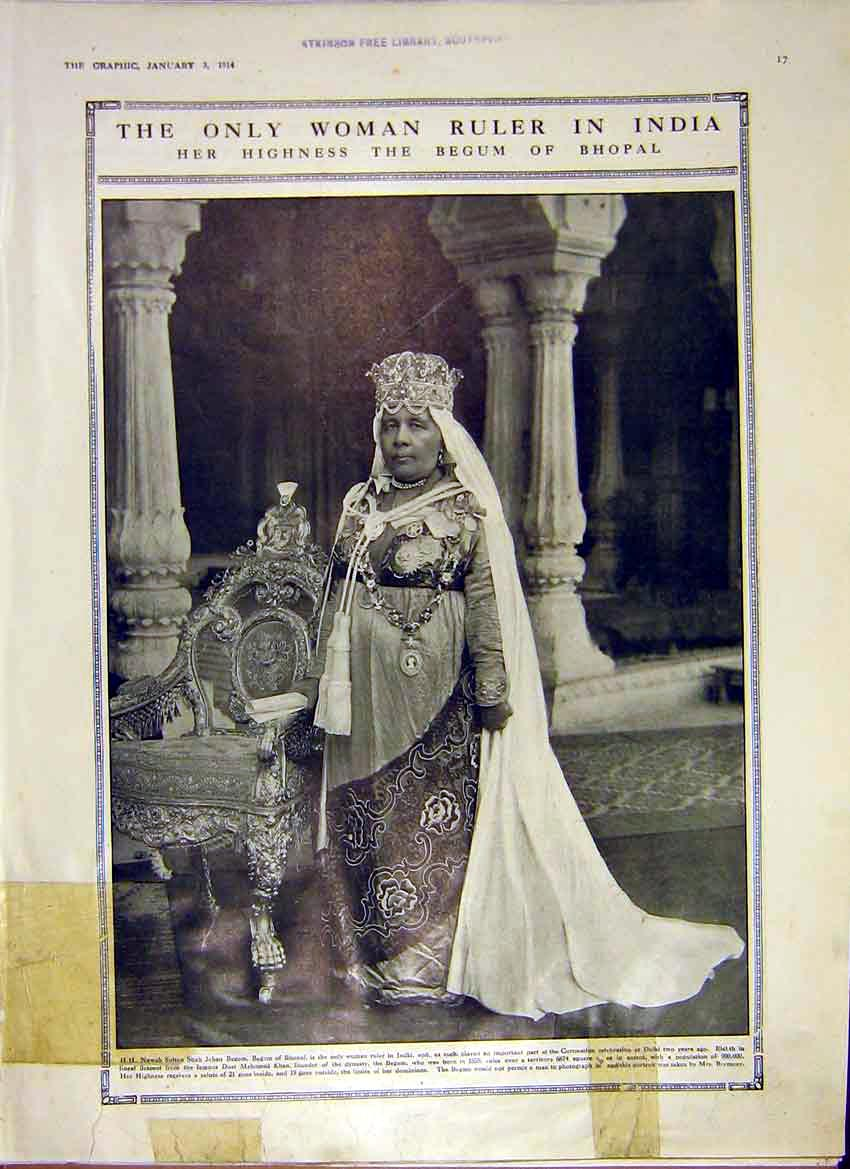
Jahan Begum (1901-1926)
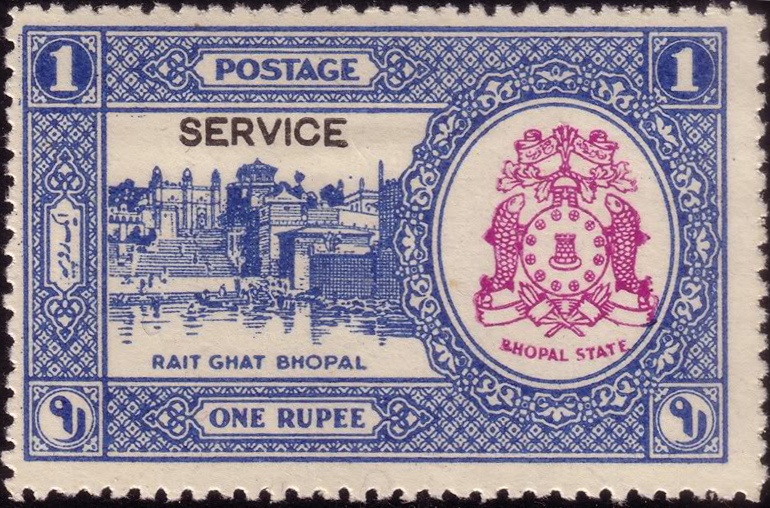
Francobollo del principato (1942)

### Qudsia Begum (1819-1837)
Bhopal è noto per essere stato governato in modo consecutivo, con pochi intervalli, da quattro donne (1819-1926), le begums (titolo equivalente a quello di regina): fu un caso straordinario dato che gli islamici non gradivano la presenza femminile ai vertici del potere: per trovare casi analoghi si possono ricordare le quattro regine del Madagascar e le tre sovrane olandesi.
Figlia del nawwāb Ghus Mohammad Khan (1801), Qudsia (detta anche Gohar Begum) sposò nel 1817 il Nawwāb Nazar Mohammad Khan. Questi fu assassinato due anni dopo e la giovane diciottenne salì al trono e fu la prima governante di Bhopal. Nonostante fosse illetterata amò e protesse le arti e la cultura. Fece edificare, come residenza regale, un magnifico palazzo detto "Gohar Mahal", un misto di architettura hindu e mughal.
Regnò fino al 1837 e le subentrò Nawab Jahangir (1837-1844) marito di sua figlia Sikander che intanto si preparava alle responsabilità di governo. Morì nel 1881 e fu tumulata nel sepolcro reale a Sufia Masjid (Latur).

### Sikander Begum (1860-1868)
Figlia di Qudsia, alla morte del marito fu reggente 1844-1860) per la piccola Shah Jehan che salirà effettivamente sul trono qualche anno dopo. Era esperta nelle arti marziali e durante il suo regno ci furono molte battaglie. Durante la ribellione indiana del 1857 si schierò dalla parte degli inglesi e questo contribuì al declino dei poteri principeschi Nel 1860 fu incoronata begum con una sfarzosa cerimonia: morì otto anni dopo.

### Shah Jehan Begum (1844-1860 e 1868-1901)

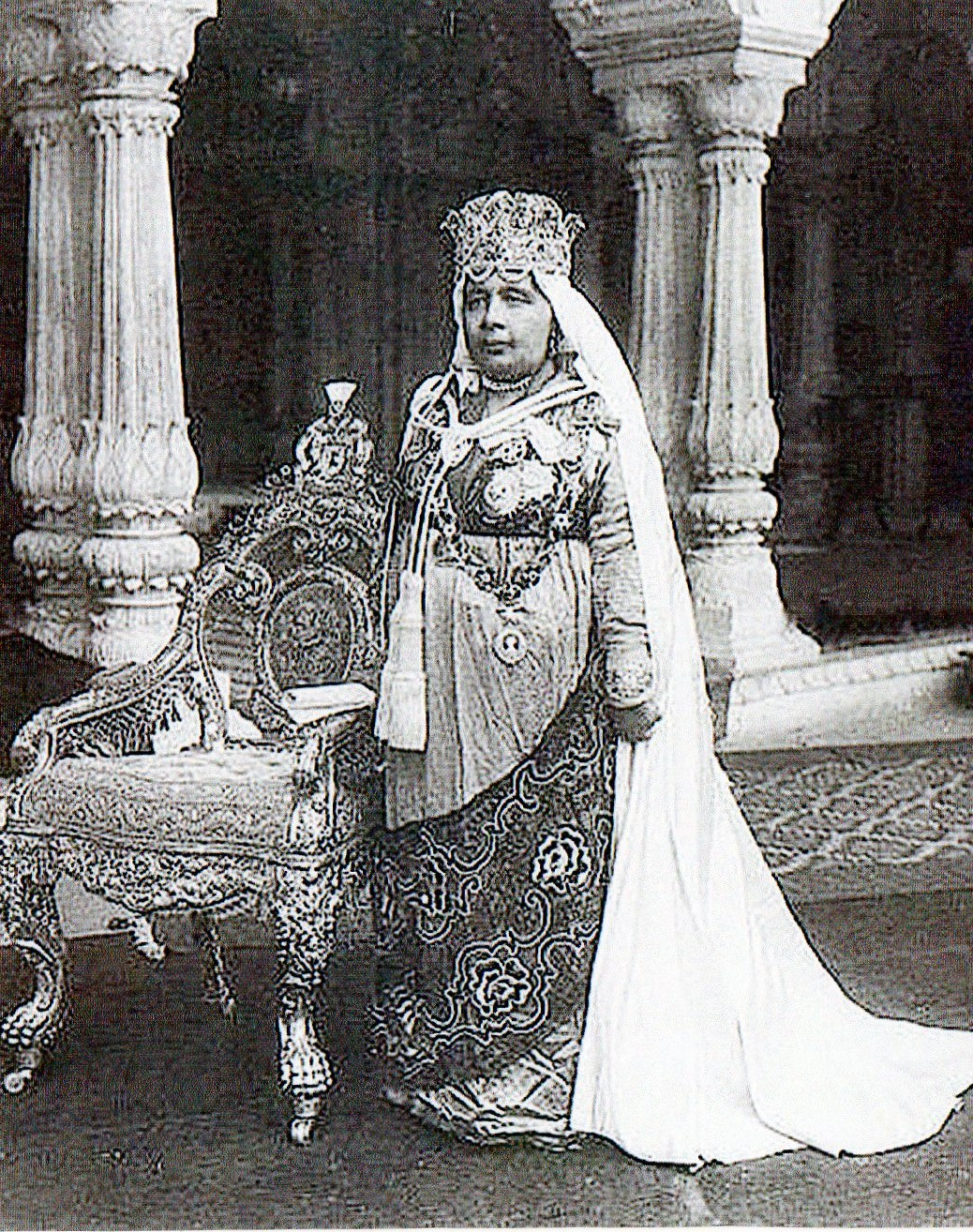
Jahan Begum

Salì al trono a quattro anni sotto la tutela della madre e della nonna Qudsia che si era ritirata ma ancora influenzava la vita del principato. Per risolvere i problemi della reggenza, Sikander preferì poi prendere lei stessa il potere. Jahan sposò Sardar Bahshi e Wala Jah Amin: dal 1868 assunse pienamente il rango di begum. Jahan, amante delle arti, fece realizzare una piccola città regia - Shāhjahānābād - e un nuovo magnifico palazzo, di cui però rimangono solo pochi resti visibili.

### Jahan Begum (1901-1926)
Nata nel 1858 succedette nel 1901 alla madre Jahan: sposò Ihtisham Ul-Mulk da lei nominato principe consorte. Fu la sovrana più conosciuta all'estero per alcuni viaggi che fece e per avere partecipato, unica donna sovrana, all'incoronazione di Giorgio V e della regina Mary celebrata a New Delhi. Anche Jahan fece edificare splendidi edifici con piacevoli giardini. Nel 1926 decise di abdicare in favore del proprio figlio Hamidullah Khan (1926-1947) che fu l'ultimo Nawwāb del Bhopal indipendente (sua moglie fu Sahiba).

## Sovrani di Bhopal (1723-1949)

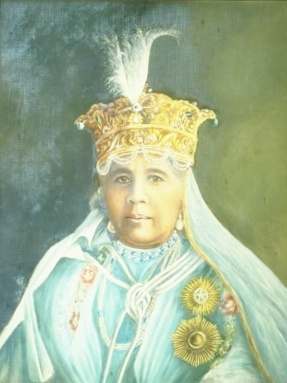
La begum di Bhopal Jahan

| N° | Titolo | Nome                   | Dal       | Al            | Consorte e Note                                         |
| 1  | Nawab  | Dost Mohammad Khan     | 1723      | 1728          | Mehraj Bibi, Fatah Bibi, Taj Bibi; Dinastia Mirazi Khez |
| 2  | Nawab  | Yar Mohammad Khan      | 1728      | 1742          | Asmat Begum                                             |
| 3  | Nawab  | Faiz Mohammad Khan     | 1742      | 1777          | Saleha Sahiba                                           |
| 4  | Nawab  | Hayat Mohammad Khan    | 1777      | 1807          | Asmat Sahiba                                            |
| 5  | Nawab  | Ghous Mohammad Khan    | 1807      | 1826          | Zeenat Sahiba, Amir Sahiba                              |
| 6  | Nawab  | Wazir Mohammad Khan    | 1807      | 1816          | in opposizione a Ghous                                  |
| 7  | Nawab  | Nazar Mohammad Khan    | 1816      | 1819          | Qudsia Begum; figlio di Wazir                           |
| 8  | Begum  | Qudsia Begum           | 1819      | 1837          | Nazar; figlia di Ghous                                  |
| 9  | Nawab  | Jahangir Mohammad Khan | 1837      | 1844          | Sikander                                                |
| 10 | Begum  | Sikander Jahan         | 1860      | 1868          | Jahangir; figlia di Qudsia                              |
| 11 | Begum  | Shah Jahan             | 1844 1860 | 1868 1901     | Baqi Mohammad Khan, Siddiq Hasan Khan                   |
| 12 | Begum  | Sultan Jahan           | 1901      | 1926          | Alì Jah, nawab consorte                                 |
| 13 | Nawab  | Hamidullah Khan        | 1926      | I giugno 1949 | Maimoona Sahiba (+1982); ultimo sovrano (+1961)         |
| 14 | Begum  | Sajda                  | 1961      | 1995          | Jfetekhar Alì khan; sovrana titolare                    |